# Clădirea fostei școli-internat pentru copiii feroviarilor (Chișinău)
Clădirea fostei școli-internat pentru copiii feroviarilor este o clădire amplasată pe str. Mitropolit Petru Movilă, 20 în Chișinău, Republica Moldova. Este un monument istoric și arhitectural de importanță națională inclus în Registrul monumentelor Republicii Moldova ocrotite de stat cu nr. 218 (municipiul Chișinău). Datează din anii 1930.